# Les Enquêtes extraordinaires
Ne doit pas être confondu avec Enquêtes extraordinaires.
Les Enquêtes extraordinaires (Unsolved Mysteries) est une émission de télévision adaptée d'un format américain s'intéressant aux disparitions jamais élucidées et aux phénomènes inexpliqués, présentée par Pierre Bellemare et diffusée du 4 septembre 2004 au 24 juin 2006 tous les samedis à 19 h 20 sur RTL9.
L'émission est régulièrement rediffusée sur AB3, NT1 et RTL9.

## Historique
Unsolved Mysteries sera une première fois adaptée en France sous le titre Mystères sur TF1, en 1992. Une version québécoise de Unsolved Mysteries, intitulée Dossiers mystère et animée par Jean Coutu, est présentée sur le réseau Télévision Quatre Saisons le 11 septembre 1989.

## Principe de l'émission
Durant les premières années, les histoires racontées dans cette émission sont basées sur des enquêtes et faits divers étranges et phénomènes inexpliqués qui se sont le plus souvent déroulés aux États-Unis ou en Australie. Pierre Bellemare met son talent de conteur au service de ces histoires étranges afin de ménager suspense et mystère.
Les histoires des Enquêtes extraordinaires sont illustrées de reconstitutions tirées de la série originale américaine Unsolved Mysteries, présentée de 1987 à 2002 par Robert Stack (plus de 553 épisodes). 

## Quelques sujets
- Vierge de Guadalupe
- Bernard Heuvelmans et le cadavre de l'abominable Homme-des neiges en 1968
- Le miracle de Charlene Marie Richard (1947-1959)
- Le tueur en série John Joubert (1963-1996)
- Le mystère de Donnie Decker, "Rainboy"
- L'enlèvement d'Allagash de 4 hommes par les extraterrestres.
- La mort d'Elvis Presley
- Crop circles
- Mothman, Homme-papillon
- Lizzie Borden (1860-1927)
- La Plantation des Myrtles
- Le fantôme qui suit Michael Jones, "Ghost Boy"
- L'Expérience de mort imminente de Dannion Brinkley
- Mac Brazel est l'Incident de Roswell
- Somnambulisme
- Chupacabra
- Statues africaines de la fertilité
- Dorothy Allison lien parapsychique
- L'arche de Noé
- l'Exorcisme
- Sonya Fitzpatrick la vraie "Dr. Dolittle"
- Préjugés mortels
- le fantôme du bateau "The Delta Queen"
- La mort d'Helle Crafts par son mari Richard Crafts dit "Woodchipper Murder", "Meurtre au déchiqueteur"
- Lois Gibson peut faire le croquis d'un criminel à partir la description des souvenirs des victimes
- Teresita Basa (la voix de l'Au-delà), the Voice from the Grave
- George Anderson, Médium
- Cancer guérison miraculeuse
- Richard Buckland est le 1er innocenté grâce à l'Adn par l'analyse du Professeur Alec Jeffreys
- Le meurtre violent et horrible de Rose Larner (1975-1993)
- Observation de Lumières de Phoenix le 13 mars 1997
- La mort de Mia Zapata membre du groupe de rock The Gits
- D. B. Cooper vole mystérieusement de 200000 $
- "Hadden Clark" tueur en série cannibale (+3 victimes)
- La mort de Vicky Lynn Hoskinson en 1984 par Frank Jarvis Atwood
- La mort de Tupac Shakur à Las Vegas en 1996
- L'étrange maladie de Daimon
- L'instinct maternel fort (Télépathie entre l'enfant et la mère)
- L'affaire Cash-Landrum
- Marqué par un X.
- Sharon Kinne[1]
- Le tueur en série Jeffrey Willis